# Rudziczka (gmina w rejencji opolskiej)
Rudziczka (niem. Amtsbezirk Riegersdorf) – zbiorowa gmina wiejska (Amtsbezirk) w powiecie prudnickim, rejencji opolskiej. Funkcjonowała w latach 1874–1945 w Rzeszy Niemieckiej. Siedzibą gminy była Rudziczka (Riegersdorf).
Gminę Rudziczka utworzono 1 maja 1874 na obszarze powiatu prudnickiego. Powstała z obszaru gromad Gräflich Riegersdorf i Riegersdorf Antheil oraz dwóch majątków ziemskich oraz dóbr leśnych. Pierwszym administratorem okręgu został Moritz Göllner zamieszkały w Rudziczce.
1 stycznia 1908 gmina obejmowała gromadę Rudziczka, dwa majątki ziemskie i dobra leśne. 1 kwietnia 1939 do gminy Rudziczka przyłączono gromadę Włókna (Siebenhuben) z gminy Niemysłowice.
Jednostka przetrwała do 1945 roku. Po II wojnie światowej została zniesiona. W grudniu 1945 władze polskie utworzyły w reaktywowanym powiecie prudnickim gminę Rudziczka w innych granicach administracyjnych.